# HMS Hursley (1941)
«Крити» (греч. ΒΠ Κρήτη) — греческий эскортный миноносец типа «Хант».
Строился в Англии для Королевского флота, в котором назывался HMS  Hursley  (L84). Передан Королевскому греческому флоту, понёсшему тяжёлые потери в начале Второй мировой войны. Включён в состав греческого флота в 3 ноября 1943 года, под именем «Крити» (D48)

## В составе британского флота
«Hursley» был в числе 15 однотипных эсминцев, заказанных в декабре 1939 года. Вошёл в состав британского флота 2 апреля 1942 года.
Сопровождал конвой PQ-15 в Мурманск. Был переведен в Восточный флот Великобритании и сопровождал конвой WS 19 в Дурбан. После чего был переведен в 5 флотилию эсминцев в Средиземное море, после тяжёлых потерь понесённых флотилией в Операции Vigorous.
В сентябре принял участие в попытке спасти повреждённый эсминец HMS Zulu (F18). В октябре эсминец произвёл две диверсионные операции, поддерживая 8-ю британскую армию, во время  Второго сражения при Эль-Аламейне ..
В ноябре сопровождал мальтийский конвой MW 13.
14 января 1943, вместе с эсминцем HMS Pakenham (G06), принял участие в потоплении итальянской подводной лодки «Narvalo»
В феврале эсминец сопровождал конвой XT 3, между Александрией и Триполи. 19 февраля, вместе с эсминцем HMS Isis (D 87) и британской авиацией, принял участие в потоплении немецкой подводной лодки U-562 севернее города Бенгази.
Эсминец был переведен в 22-ю флотилию, в составе которой сопровождал конвои до апреля. 8 мая принял участие в перехвате вражеских судов, эвакуирующих войска из Северной Африки у Бон (полуостров).
12 мая эсминец принял участие в десантной операции по взятию тунисского острова Зембра, вместе с британским Aldenham и греческим эсминцем Канарис.
В июле эсминец был придан «Восточным силам», сопровождая конвои и поддерживая высадку десанта в  Сицилийской операции. После чего эсминец был придан Эскортной группе R, сопровождая конвои MWF 36 из Александрии.
В сентябре Hursley был придан флотилии Леванта, для поддержки операций в Эгейском море, с целью занять контролируемые итальянцами греческие острова, после наступившего перемирия с Италией (Перемирие между Италией и Союзниками во Второй мировой войне). Hursley оставался в Эгейском море до 2 ноября, когда был переведен в состав ВМФ Греции, где получил имя Крити («Крит»).

## В составе греческого флота
3 ноября 1943 года, в египетской Александрии, состоялась передача эсминца греческому флоту, в присутствии членов эмиграционного греческого правительства. Ядром нового экипажа стал экипаж старого (итальянской постройки 1930—1932) эсминца «Спеце», выводимого в активный резерв, по причине отсутствия запчастей и технических проблем.
Несмотря на то, что эсминец перешёл в состав ВМФ Греции, под новым именем и с греческим экипажем, корабль оставался в составе британской 22-й флотилии эсминцев и в январе 1944 года сопровождал конвои из Северной Африки в Неаполь, в ходе подготовки союзной десантной операции в Анцио («Анцио-Неттунская операция»). «Крити» был придан южной группе наступления («Force X-Ray»), под командование ВМФ США, для поддержки высадки американского VI Корпуса армии.
20 января эсминец вышел из Неаполя и двумя днями позже, несмотря на вражеские воздушные аттаки, оказывал поддержку высаживающимся союзным войскам. Крити оставался в Анцио на протяжении февраля, обеспечивая эскорт конвоев и огневую поддержку войскам на побережье.
В апреле 1944 года, «Крити», вместе с плавмастерскοй «Гефест», оказался в эпицентре восстания греческого флота в Александрии. Восставшие, пытались предотвратить послевоенное британское вмешательство в Грецию в поддержку греческой монархии, и требовали признания греческих частей и флота на Ближнем Востоке частями Народно-освободительной армии Греции.
После подавления восстания экипаж «Крити», вместе с другими заключёнными в британские лагеря 10 тысячами греческих солдат и матросов, прошёл фильтрацию, прежде чем вернуться на борт корабля.
С наполовину новым экипажем «Крити» вернулся во флотилию, базируюсь в Алжире, после чего, в августе, принял участие в «Операции Драгун» (Южно-французская операция).
«Крити» вышел из Неаполя 12 августа, сопровождая конвой SF2, в составе которого было 38 пехотных десантных кораблей (LCI) и прибыл в «Delta Beach» (Сен-Тропе) двумя днями позже.
В сентябре Крити был придан британским войскам, действовавшим в Греческом архипелаге (Эгейское море).
В ноябре эсминец был передан под командование 12-й греческой флотилии, базируясь в освобождённом с октября 1944 года Пирее.
«Крити» принял участие в Декабрьских боях в Афинах и, действуя в акватории 10 кв миль, в течение 20 дней обстреливал позиции городских отрядов Народно-освободительной армии Греции.
28 декабря, по приказу, ушёл в итальянский Таранто, за снабжением и на ремонт. Вернувшись в Грецию в феврале 1945 года, был вновь придан британской 22-й флотилии и в её составе принял участие в 3-х месячной блокаде острова Родос, где ещё оставался немецкий гарнизон. Командующий немецким гарнизоном, генерал Вагнер, подписал акт капитуляции только 7 мая 1945 года. Командир эсминца «Крити» также поставил подпись под этим актом. «Крити» стал первым греческим военным кораблём, вошедшим в порт Родоса.
После войны «Крити» получил статус британского займа греческому флоту и оставался в составе ВМФ Греции до 12 декабря 1959 года, после чего был возвращён британскому флоту, где был включён в список утилизации (англ. Disposal List).
Корабль был продан на лом в Грецию 27 апреля 1960 года и отбуксирован на разделку в конце года.

## Предшественники «Крити» в греческом флоте
- Крити (пароход) был куплен в 1865 году и выведен из состава флота в 1873 году
- Крити (транспорт). Турецкое трофейное судно. Зазвачен у острова Тенедос в 1897 году. В январе 1915 году был переоборудован в водолей и под именем «Авра» прослужил до 1941 года[4].

## Наследники
- «Крити» — бывший американский танкодесантный корабль LST 1076. Вошёл в состав флота в 1977 году. Выведен из состава флота в 1999 году.